# Pirata minutus
Pirata minutus este o specie de păianjeni din genul Pirata, familia Lycosidae, descrisă de Emerton, 1885. Conform Catalogue of Life specia Pirata minutus nu are subspecii cunoscute.